# Hugues Salel
Hugues Salel (Casals, 1504 - Saint-Chéron (Essonne), 1553) fou un poeta francès del renaixement, i autor de la primera traducció rigorosa d'Homer, malgrat que parcial, en francès.

## Vida
Després d'haver estudiat a Cahors i posteriorment a Tolosa, esdevingué "valet de chambre" de Francesc I de França i un dels grans "maitres d'hôtel" d'aquest rei. Olivier de Magny li atribueix, en una de les seves epístoles, el títol de conseller i almoiner de la reina. Li fou concedida en benefici l'abadia de Saint-Chéron on va morir el 1553. Fou un defensor de Rabelais. Compongué, com Clément Marot, amb qui tingué una estreta relació, epístoles i epigrames.

## La traducció de laIlíada
El seu títol de glòria és el d'haver dut a terme, encoratjat per Francesc I, la traducció (en decasíl·labs) de la Ilíada d'Homer. Es va posar en qüestió, ja a la seva època, si la traducció l'havia dut a terme a partir del text grec (com s'afirma expressament en l'edició de 1570), o bé valent-se d'una versió llatina. Aquesta traducció està precedida per una Epistre de Dame Poesie, au Tres-chrestien Roy de France François, le premier de ce nom. La traducció de Salel comprèn els deu primers cants de la Ilíada, si bé a partir de 1554 s'hi van afegir els cants XI i XII, traduïts per Salel però inèdits fins aleshores, que van publicar-se a cura del seu secretari Olivier de Magny. Caldrà esperar el 1580 perquè aparegui la traducció integral d'Homer en francès. El treball de Salel fou continuat per Amadis Jamyn, el secretari de Joachim du Bellay.

### Obres
- Salel, Hugues. Les dix premiers livres de l'Iliade d'Homère, prince des poètes, traduictz en vers françois par M. Hugues Salel (en francès).  París: Vincent Sertenas, 1545, p. 352 - In-fol. [Consulta: 3 febrer 2017].
- Salel, Hugues. Les Unziene, et douzieme Livres de l'Iliade d'Homere traduictz de Grec en François par feu Hugues Salel (en francès). Olivier de Magny.  París: Vincent Certenas, 1554.
- Salel, Hugues; Jamyn, Amadis; Peletier, Jacques. Les XXIIII livres de l'Iliade d'Homère, prince des Poëtes Grecs. Traduicts du Grec en vers françois, les XI premiers par M. Hugues Salel (...) et les XIII derniers par Amadis Jamyn (...); tous les XXIIII reveuz & corrigez par ledit Am. Jamyn, avec le premier & second de l'Odyssée d'Homère.  París: Lucas Breyer, 1580, p. 412, 3 fol.- 3 parties et 2 tomes reliés en un vol in-12.
- Salel, Hugues. «Oeuvres poétiques publiées avec une introduction et un lexique». A: Un précurseur de la Pléiade. Hugues Salel de Cazals-en-Quercy (1504-1553). (en francès). Louis-Alexandre Bergounioux.  Genève: Slatkine reprints, 1969 [Consulta: 3 febrer 2017].

### Obres de referència
- R. Marichal, La première édition de la traduction de l'Iliade par H. Salel, HR, 1934.
- Ford, Philip. De Troie a Ithaque. Reception des épopées homériques à la Renaissance (en francès).  Genève: Librairie Droz, 2007, p. 411.
- Leutrat, Estelle. «Honneur aux vaincus: autour des Troyennes et de Polyxène sacrifiée, en France dans la seconde moitié du XVIe siècle». A: Homère à la Renaissance (en francès). Luisa Capodici - Philip Ford.  Rome - Paris: Académie de France à Rome - Somogy éditions d'art, 2011.
- Bergounioux, Louis-Alexandre. Un précurseur de la Pléiade. Hugues Salel de Cazals-en-Quercy (1504-1553). Oeuvres poétiques publiées avec une introduction et un lexique (en francès).  Genève: Slatkine Reprints, 1969 [Consulta: 3 febrer 2017].
- Harvitt, Hélène J. «Hugues Salel, Poet and Translator» (en anglès). Modern Philology. The University of Chicago Press [Chucago (USA)], 16, 11, 3-2019, pàgs. 595-605 [Consulta: 5 febrer 2017].